# 时迁
时迁，中國古典小說《水浒传》角色，梁山108將之一，妙手空空的飛賊，擅長潛入與盜竊這種見不得光的工作，所以立功雖多，但仍被排在倒數第二位。
时迁是个擅長偷盜伎倆的竊賊，犯案後曾被刽子手杨雄私放，因此視楊雄為恩人。后来杨雄手刃通奸的妻子潘巧云之时被时迁看到，时迁要求杨雄和石秀带他一起去梁山入伙。在途中他们夜宿祝家庄，时迁因嫌饭菜不好偷竊了客店的報曉雞被捉，杨雄和石秀求李家庄庄主李应搭救时迁未果，这才引出一段梁山好汉三打祝家庄。祝家莊滅後三人正式入夥梁山。

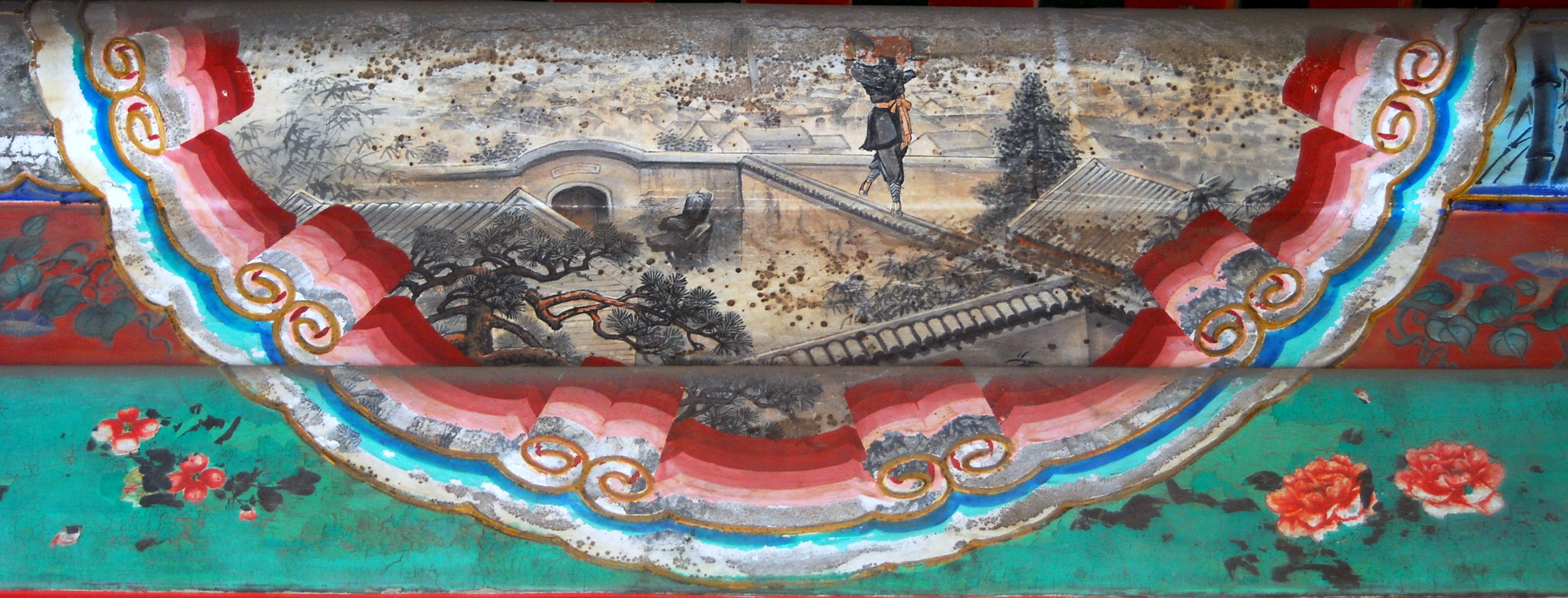
颐和园长廊彩绘：时迁盗甲

後來高俅親命呼延灼征討梁山，连环马战术把梁山軍殺得東倒西歪，汤隆推荐表兄徐宁的钩镰枪絕技可破騎兵陣型。时迁于是到开封盗取了徐宁的祖传宝甲，赚得徐宁上了梁山。随后徐宁教梁山士卒使用钩镰枪大败呼延灼。
时迁在梁山的日常工作是傳遞文件與酒館幫手。在梁山好汉被招安之后作为步兵将领东征西讨，是少数在平方腊時未戰死的人，但在返京途中卻因絞腸痧發作而病死。

## 後世評價
明代作家余象斗評道：「观时迁盗此甲，真可谓穿窬之盗」。清代金聖嘆將时迁評為一百零八將中的下下人物:271。
時遷在後世被盜賊奉為祖師爺，尊為“賊神菩薩”，很多地方還建有時遷廟，對他加以供奉。此外，時遷作為中國小說史上第一個能穿房越脊的人物，對後世武俠也起到很大的啟蒙作用。
時遷並不以摧城拔寨的直面衝陣見長，卻是刺探情報、敵後破壞的特戰高手。他多次深入敵後“作戰”，東京盜甲、火燒翠雲樓、刺探曾頭市、撞鐘法華寺、火燒濟州、火燒寶嚴寺、卧底蓋州城、火燒獨松關、火燒昱嶺關，起到了決定戰局的關鍵作用。甚至有評論者認為，梁山五虎可失二虎，但卻絕對不能少了時遷。
現代讀者多認為，時遷能力出眾，功勳卓著，但卻被排到倒數第二，排位尚不及碌碌無為的王定六、鬱保四，可以説是梁山任人不公的典型案例（但实际上梁山好汉的排名出自做法祈福时天降的石碑，乃是天定）。也有人從出身論、派系論的角度出發，認為時遷出身黑白兩道都不恥的竊賊，有過偷墳盜墓的前科，而且沒有任何派系的支持，這才導致排名墊底。

## 影视形象
- 1972年香港邵氏《水滸傳》：午马
- 1986年电视剧《林冲》：梁鸿华
- 1998年央视版《水浒传》：孟耿成
- 2006年电视剧《鼓上蚤时迁》：吴京
- 2008年电视剧《龙虎山客栈》：肖博方
- 2010年电影《鼓上蚤时迁》：连凯
- 2011年版《水浒传》：刘峰超
- 2012年电影《金毛犬段景柱》：张旭
- 2013年版《武松》：缪意
- 2013年电影《玉麒麟卢俊义》：刘峰超